# Isanthus homolophilus
Isanthus homolophilus är en havsanemonart som beskrevs av Chintiroglou och Doumenc 1998. Isanthus homolophilus ingår i släktet Isanthus och familjen Isanthidae. Inga underarter finns listade i Catalogue of Life.